# Veľké Straciny
Veľké Straciny é um município da Eslováquia, situado no distrito de Veľký Krtíš, na região de Banská Bystrica. Tem 6,28 km² de área e sua população em 2018 foi estimada em 177 habitantes.

## Demografia
| Ano:        | 1994 | 2004    | 2014    | 2024   |
| ----------- | ---- | ------- | ------- | ------ |
| Broj ljudi: | 172  | 153     | 175     | 173    |
| Razlika:    |      | -11,04% | +14,37% | -1,14% |

| Ano:               | 2023 | 2024   |
| ------------------ | ---- | ------ |
| Número de pessoas: | 174  | 173    |
| Diferença:         |      | -0,57% |